# Tibouchina subglabra
Tibouchina subglabra är en tvåhjärtbladig växtart som beskrevs av John Julius Wurdack. Tibouchina subglabra ingår i släktet Tibouchina och familjen Melastomataceae. Inga underarter finns listade i Catalogue of Life.